# Microsporum amazonicum
Microsporum amazonicum är en svampart som beskrevs av Moraes, Borelli & Feo 1967. Microsporum amazonicum ingår i släktet Microsporum och familjen Arthrodermataceae.   Inga underarter finns listade i Catalogue of Life.